# Wishbone
Шина Wishbone — параллельная компьютерная шина для объединения модулей в системе на кристалле. Шина описана в открытой спецификации, и широко используется в проектах цифровых систем с открытым исходным кодом на сайте OpenCores.org. Изначально шина была создана корпорацией Silicore Corporation. Стандарт допускает присутствие нескольких ведущих устройств в системе, а также различные топологии соединения модулей.
Общие характеристики:
- ширина шин адреса и данных: 8, 16, 32, 64 бит
- тип шины: параллельная
- внутренняя шина, используется только для соединения модулей на кристалле
- нет возможности «горячего» подключения

## Топологии
Wishbone предполагает несколько топологий соединения модулей в системе. Среди них:
- точка-точка
- общая шина
- конвейер
- коммутатор

## Интерфейсы модулей

Интерфейсы ведущего и ведомого модулей в системе Wishbone.

| Сигнал         | Описание |
| -------------- | --- |
| CLK_I          | Сигнал синхронизации. Все операции считывания данных происходят по переднему фронту этого сигнала. |
| RST_I          | Синхронный сброс. По высокому уровню этого сигнала элементы памяти интерфейсов сбрасываются в начальное состояние. |
| ADR_O          | Шина адреса. Может быть 8, 16, 32 или 64 бит. Разрядность определяется объемом адресуемой памяти. |
| DAT_I, DAT_O   | Шины данных. Могут быть 8, 16, 32 или 64 бит. |
| WE_O           | Управляющий сигнал ведущего модуля, который определяет тип операции с ведомым модулем: чтение (низкий уровень) или запись (высокий). |
| SEL_O          | Управляющая шина, которая определяет, какой из байт должен быть считан в шине данных. |
| STB_O          | Строб операции. Ведомый интерфейс выполняет операции только если этот сигнал установлен в высокий уровень. |
| ACK_I, ACK_O   | Оповестительный сигнал. Установив этот сигнал в высокий уровень, ведомое устройство подтверждает, что данные были успешно прочитаны или записаны. Ведущее устройство может снять строб операции и завершить цикл или приступить к следующей операции записи/чтения. |
| CYC_O          | Оповестительный сигнал. Установив этот сигнал в высокий уровень, ведущее устройство сообщает, что начат цикл записи или чтения с ведомым устройством. |
| TAGN_O, TAGN_I | Вспомогательные шины, которые могут использоваться, например, для передачи знаков четности, или других управляющих команд между ведущим и ведомым устройствами. Необязательные сигналы.                                                                             |